# Rémilly (Nièvre)
Rémilly település Franciaországban, Nièvre megyében. Lakosainak száma 155 fő (2022. január 1.). Rémilly Vandenesse, Fours, Lanty, Montaron, Savigny-Poil-Fol, Sémelay és Thaix községekkel határos.

## Népesség
A település népessége az elmúlt években az alábbi módon változott:
| Lakosok száma | 158  | 156  | 155  | 152  | 151  | 150  | 150  | 152  | 155  |
|               | 2013 | 2015 | 2016 | 2017 | 2018 | 2019 | 2020 | 2021 | 2022 |